# Tony Bravo
Tony Bravo (ur. 28 maja 1949 w Meksyku) – meksykański aktor telewizyjny i filmowy.

## Wybrana filmografia

### Telenowele
- 1978: Pasiones encendidas jako Carlos
- 1979: Muchacha de barrio jako Norberto
- 1982: El amor nunca muere jako José Beltrán
- 1984: Tu eres mi destino jako Javier
- 1985: Ty albo nikt (Tú o nadie) jako Luis
- 1987: El precio de la fama jako Antonio
- 1988: Encadenados jako Carlos Montes
- 1989: Lo blanco y lo negro jako Luis Soto
- 1993: Sueño de amor jako Carlo Lombardo
- 1996: Cañaveral de pasiones jako Rafael Elizondo
- 1998: Kłamstwo i miłość (La mentira) jako André Belot
- 1999: Infierno en el paraíso jako Javier
- 2001: Prawo do szczęścia (El derecho de nacer) jako dr Alejandro Sierra
- 2004-2005: Apuesta por un amor jako Camilo Beltrán
- 2005: Peregrina jako Alonso Manrique
- 2010: Kobieta ze stali (Soy tu dueña) jako Evelio Zamarripa / Úrsulo Barragán
- 2013: Dzikie serce (Corazon indomable) jako Dyrektor
- 2014-2015: Hasta el fin del mundo jako Javier Cruz

### Seriale TV
- 1997: Mujer, casos de la vida real
- 2008: Central de Abasto jako Toño